# Северин Кулеша
Северин Кулеша (пол. Seweryn Kulesza, 23 жовтня 1900 — 14 травня 1983) — польський вершник.
Срібний призер Олімпійських Ігор 1936 року в командному триборстві.